# عمرو بن شأس الأسدي
أبو عرار عمرو بن شأس بن عبيد بن ثعلبة الأسدي (25 ق هـ - 60 هـ / 597م - 680م) صحابي وشاعر مخضرم أدرك الجاهلية والإسلام، عده ابن سلام الجمحي في الطبقة العاشرة من شعراء الجاهلية وقال: «عَمْرو بن شأس كثير الشّعْر في الْجَاهِلِيَّة وَالْإِسْلَام أَكثر أهل طبقته شعرًا  وَكَانَ ذَا قدر وَشرف ومنزلة في قومه». وقال ابن الأثير الجزري: «عمرو بن شأس الأسدي لَهُ صُحَبة، وشهد صلح الحديبية، وكان ذا بأس شديد ونجدة، وكان شاعرًا جيد الشعر، معدود فِي أهل الحجاز». وذكر المرزباني أن ولده عرار بن عمرو بن شأس وفد على عبد الملك بن مروان.

## نسبه
هو عمرو بن شأس بن عبيد بن ثعلبة بن رويبة بن مالك بن الحارث بن سعد بن ثعلبة بن دودان بن أسد بن خزيمة الأسدي يُكَنى بأبي عرار.

## من شعره
قال عمرو بن شأس الأسدي يفتخر بخندف على قيس عيلان: